# گودوو
گودوو (به آلمانی: Gudow) یک شهر در آلمان است که در هرتسوگتوم لاونبورگ واقع شده‌است.
 گودوو  ۱٬۶۳۷ نفر جمعیت دارد.